# Воробіївська сільська рада (Підволочиський район)
Воробі́ївська сільська́ ра́да — адміністративно-територіальна одиниця та орган місцевого самоврядування в Підволочиському районі Тернопільської області. Адміністративний центр — село Воробіївка.

## Загальні відомості
- Територія ради: 4,643 км²
- Населення ради: 1 007 осіб (станом на 2001 рік)

## Населені пункти
Сільській раді були підпорядковані населені пункти:
- с. Воробіївка
- с. Медин
- с. Пеньківці
- с. Просівці

## Склад ради
Рада складалася з 16 депутатів та голови.
- Голова ради: Бакалюк Ігор Григорович
- Секретар ради: Гергель Віра Іванівна

### Керівний склад попередніх скликань
| Прізвище, ім'я, по батькові  | Основні відомості                                                 | Дата обрання | Дата звільнення |
| ---------------------------- | ----------------------------------------------------------------- | ------------ | --------------- |
| Гуцайло Богдана Мирославівна | Сільський голова, 1968 року народження, позапартійна              | 26.03.2006   | 31.10.2010      |
| Бакалюк Ігор Григорович      | Сільський голова, 1947 року народження, освіта вища, безпартійний | 31.10.2010   |                 |

Примітка: таблиця складена за даними сайту Верховної Ради України

### Депутати
За результатами місцевих виборів 2010 року депутатами ради стали:

#### За суб'єктами висування
| Суб'єкт висування | Кількість обраних депутатів | %   |
| ----------------- | --------------------------- | --- |
| Самовисування     | 16                          | 100 |

#### За округами
| № округу | Прізвище, ім'я, по батькові       | Дата визнання обраним | Освіта             | Партійна приналежність | Відомості про обраного депутата                        |
| -------- | --------------------------------- | --------------------- | ------------------ | ---------------------- | ------------------------------------------------------ |
| 1        | Ратушна Оксана Володимирівна      | 05.11.2010            | вища               | позапартійна           | Під волочиський РЦЗ, головний спеціаліст               |
| 2        | Хемій Володимир Іванович          | 05.11.2010            | середня            | позапартійний          | Тернопіль ВПТУ № 4, студент                            |
| 3        | Гергель Віра Іванівна             | 05.11.2010            | вища               | позапартійна           | Воробіївська сільська рада, секретар                   |
| 4        | Новосад Євгенія Дмитрівна         | 05.11.2010            | середня спеціальна | позапартійна           | Воробіївка фельдшерсько-акушерський пункт, завідувач   |
| 5        | Наконечна Надія Мирославівна      | 05.11.2010            | вища               | позапартійна           | Мединська загальноосвітня школа І-ІІ ст., вчитель      |
| 6        | Рудик Галина Володимирівна        | 05.11.2010            | незакінчена вища   | позапартійна           | Мединський ДНЗ, завідувач                              |
| 7        | Господарський Ярослав Ярославович | 05.11.2010            | вища               | позапартійний          | ТНТУ ім. Пулюя, лаборант                               |
| 8        | Тишко Михайло Богданович          | 05.11.2010            | середня            | позапартійний          | Мединська загальноосвітня школа І-ІІ ст., техпрацівник |
| 9        | Зубка Богданна Богданівна         | 05.11.2010            | вища               | позапартійна           | Воробіївська сільська рада, бухгалтер                  |
| 10       | Яворська Любов Любомирівна        | 05.11.2010            | вища               | позапартійна           | Воробіївська сільська рада, землевпорядник             |
| 11       | Слівінська Іванна Арсенівна       | 05.11.2010            | середня спеціальна | позапартійна           | Мединський ДНЗ, помічник вихователя                    |
| 12       | Радчук Галина Степанівна          | 05.11.2010            | вища               | позапартійна           | Мединська загальноосвітня школа І-ІІ ст., вчитель      |
| 13       | Яворська Оксана Ярославівна       | 05.11.2010            | середня спеціальна | позапартійна           | Воробіївська загальноосвітня школа І ст., вчитель      |
| 14       | Мартинюк Ярослав Ростиславович    | 05.11.2010            | середня спеціальна | позапартійний          | тимчасово не працює                                    |
| 15       | Гайдук Олександр Євгенович        | 05.11.2010            | незакінчена вища   | позапартійний          | ТНЕУ, студент                                          |
| 16       | Довганюк Олег Ярославович         | 05.11.2010            | середня спеціальна | позапартійний          | тимчасово не працює                                    |